# アマンゲリディ・シャブダルバエフ
アマンゲリディ・シャブダルバエフ（Амангелді Шабдарбаев、1950年8月1日 - ）は、カザフスタン共和国のチェキスト。カザフスタン国家保安委員会議長。中将。

## 経歴
カザフ体育大学を卒業、ソ連国家保安委員会（KGB）高等課程を修了。1974年からソ連軍に勤務。1976年、カザフ・ソビエト社会主義共和国KGBに移り、作戦係教官、人事課先任作戦係、第9課警備班長、第5課先任作戦係を歴任。
1986年、KGBを辞め、「カザフネフチェドルストロイ」で職工、後に副所長として働く。
1992年、カザフスタン国家保安委員会兵員業務課班先任職員。1992年～1995年、カザフスタン大統領警護庁で班長、副課長、次官、第一次官を歴任し、同庁の創設に尽力。1995年11月、カザフスタン国家取調委員会副議長に任命。1997年、国家保安委員会「A」（特殊任務部隊）局長。首都移転時、第一次官として大統領警護庁に復帰。2002年1月から、大統領警護庁長官。
2006年3月2日、国家保安委員会議長に任命。2009年12月7日、大統領顧問に任命。

## パーソナル
アルマトイ州カスケレンスキー地区アバイ町出身。ヌルスルタン・ナザルバエフ大統領とは同郷で、同じシャプイラシュタ族大ジュズ出身。妻帯、4児を有する。
二等「ダンク」（Даңқ）勲章を有する。